# Forêt des Bertranges
La forêt domaniale des Bertranges est un vaste massif forestier français situé dans le département de la Nièvre et la région Bourgogne-Franche-Comté. Compris à l'est de La Charité-sur-Loire, entre Guérigny, Parigny-les-Vaux, Raveau et Saint-Aubin-les-Forges, Murlin et Prémery. Elle est gérée et exploitée par l'Office national des forêts.

## Description
Elle s'étend sur 7 672 ha et est constituée principalement de chênes.
Allées cavalières, chemin de Saint-Jacques de Compostelle, voie de Vézelay, GR 654, grands gibiers, chasse à courre du Pique-Avant nivernais. 

## Histoire
Aujourd'hui deuxième forêt productrice de chênes en France, après la forêt de Tronçais, elle a très tôt été un lieu de production de fer. Des accumulations importantes de scories sur le pourtour de la forêt permettent d'identifier les emplacements des forges qui datent de l’époque gallo-romaine et posent depuis Colbert les jalons de la riche histoire des forges du Nivernais. En particulier les Forges royales de Guérigny dont la production était essentiellement destinée à la fabrication des ancres de la Marine royale. Cette activité était portée en amont par plusieurs hauts-fourneaux dont celui du domaine des Forges de la Vache à Raveau.
Elle fut offerte au prieuré de La Charité-sur-Loire en 1121 et est devenue forêt domaniale à la Révolution française.